# Bistum Västerås

Bistumswappen

Das Bistum Västerås (schwedisch Västerås stift) ist eine der dreizehn Diözesen innerhalb der evangelisch-lutherischen Schwedischen Kirche. Es besteht aus neun Kirchenkreisen (kontrakt), die ihrerseits aus insgesamt 74 Kirchengemeinden (församlingar) bestehen. Geografisch erstreckt es sich über die Provinzen Dalarnas län, Västmanlands län und die nördlichen Teile der Provinz Örebro län. Es ist nach Fläche das drittgrößte Bistum Schwedens. Bischofssitz ist die Stadt Västerås mit dem Dom zu Västerås als Bischofskirche. Von 2008 bis 2015 war Thomas Söderberg Bischof von Västerås. Sein Nachfolger wurde 2015 Bischof Mikael Mogren.

Lage des Bistums in Schweden

Das Bistum wurde im 11. Jahrhundert in Munktorp (Gemeinde Köping) gegründet. Um 1100 wurde der Sitz nach Västerås verlegt. Es unterstand ab 1104 dem Erzbistum Lund, ab 1164 dem Erzbistum Uppsala. Der letzte Bischof vor der Reformation war Petrus Magni.
Siehe auch
- Liste der Bischöfe von Västerås